# Mataparent ferruginós
El mataparent ferruginós, també anomenat mataparent vellutat ferruginós (Xerocomus ferrugineus) és una espècie de mataparent del grup dels mataparents xerocomoides. Pertany a la família de les boletàcies, de l’ordre de les boletals. És un bolet de mida mitjana a petita, de barret brunenc a bru ataronjat fosc, finament vellutat; cama groguenca que sovint presenta venacions vermelles; carn blanca, sovint groc pàl·lida sobre els tubs i sempre amb miceli groc al peu

## Taxonomia
Va ser descrita com Boletus ferrugineus pel micòleg alemany Jacob Christian Schäffer i il·lustrat (Tab. CXXVI). Alessio va combinar-la a Xerocomus

## Descripció

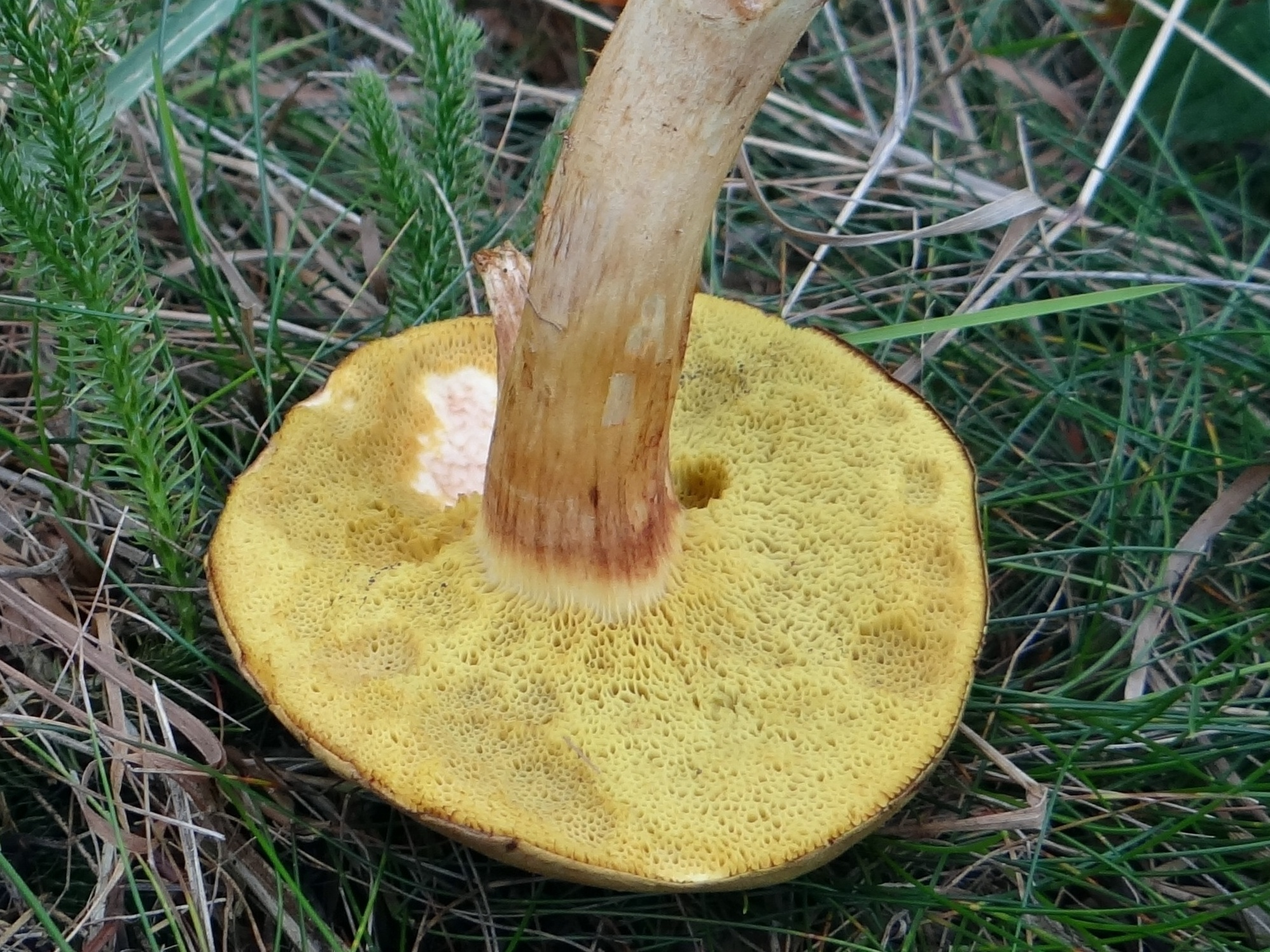
Revers del mataparent vellutat ferruginós (Xerocomus ferrugineus), en aquest cas els porus no blavegen a la pressió.

Barret de fins a 12 cm de diàmetre; primer hemisfèric, després convex a aplanat; color molt variable, d'ocraci groguenc o ocraci pàl·lid a bru fosc o bru ferruginós, sovint amb tonalitat olivàcia, de vegades completament de color verd oliva; superfície seca, vellutada, no separable, de vegades esquerdada i deixant entreveure la carn groguenca entre les esquerdes; marge excedent en el jove.
Tubs de color groc pàl·lid a groc, més olivacis amb l'edat, blaus o no blaus quan es lesionen; porus grans, inicialment rodons, angulars en madurar; concolors amb els tubs, immutables o tan sols blavegen lleument a la pressió o al frec.
Cama de fins a 10 cm; cilíndrica, es pot aprimar cap el peu; de groc pàl·lid a cremosa en el jove, bru vermellosa en l’adult, més acolorida a la part apical, de manera homogènia o en forma de costelles o estriacions en forma de pseudoreticle; miceli basal groc llimona.
Carn blanquinosa a blanquinosa, bru rogenc sota la cutícula, groc palla sobre els tubs; immutable; al tast dolça; olor no distintiva; lleugerament àcida al tast

## Distribució i hàbitat
Ocasional, probablement sigui més corrent però menys descrit per confusió amb el mataparent vellutat (Xerocomus subtomentosus) i altres espècies properes.
Des de l’estiu a finals de tardor; sobre sòls acids, silícics; des de l’estatge subalpí a la muntanya mitjana; principalment en bosc de coníferes (pins i avet) i planifolis, principalment vora roures i faig

## Comentaris
Molt proper al mataparent vellutat (Xerocomus subtomentosus), amb qui s'ha posat en dubte que no fossin una única espècie, separació que s'ha confirmat per estudis moleculars
La confusió més corrent és amb el mataparent vellutat (Xerocomus subtomentosus). Els caràcters que permeten diferenciar aquesta espècie del mataparent ferruginós són el color groc de la carn de la cama, més bru vermellosa al peu i la presència de restes de miceli blanc en el peu

## Comestibilitat
Comestible; de baixa qualitat gastronòmica.